# 三碘乙醛
三碘乙醛是乙醛的甲基氢原子全部被碘取代的有机化合物，化学式为I
3CCHO，它是三氯乙醛和三溴乙醛的类似物，为具有刺激性气味的黄色液体。它可以被钾碱分解为碘仿。它最初于1837年被发现。
它由乙醇和碘在浓硝酸催化下反应得到，其水合物为水溶液的白色丝状晶体。